# Leucophenga oedipus
Leucophenga oedipus är en tvåvingeart som beskrevs av Seguy 1938. Leucophenga oedipus ingår i släktet Leucophenga och familjen daggflugor.
Artens utbredningsområde är Kenya. Inga underarter finns listade i Catalogue of Life.